# Casa de York
La Casa de York va ser una branca cadet de la casa reial anglesa dels Plantagenet, a la qual pertanyien tres dels reis d'Anglaterra de finals del segle xv. La Casa de York descendia d'Edmund de Langley, el primer duc de York i quart fill d'Eduard III.

## Història

### Descendència d'Eduard III
Edmund de Langley, primer duc de York i quart fill d'Eduard III, tingué dos fills: Eduard i Ricard de Conisburgh. Eduard va succeir-lo al ducat el 1402, però morí sense descendència a la batalla d'Azincourt el 1415. El germà petit s'havia casat amb Anna de Mortimer, una besneta de Lionel d'Anvers, el segon fill d'Eduard III. Anna també era l'hereva del comtat de March, després de la mort del seu germà Edmund el 1425. Edmund havia estat l'hereu aparent a la corona anglesa abans de la usurpació de la Casa de Lancaster en la persona d'Enric Bolingbroke, el 1399.
Ricard de Conisburgh va ser executat pel seu involucrament a la Conspiració de Southampton per deposar Enric V d'Anglaterra. Per això el ducat passà directament al seu fill, Ricard Plantagenet. A través de la seva mare, Ricard també va heretar les terres del comtat de March i els drets al tron dels Mortimer.

### Guerra de les Dues Roses
Article principal: Guerra de les Dues Roses
Tot el seu distingit llinatge, els consellers del feble rei Enric VI van denegar a Ricard Plantagenet una posició al govern. En especial el duc Joan Beaufort i la reina consort, Margarida d'Anjou, exclogueren a Ricard dels cercels de la cort.
La Guerra de les Dues Roses començà el 1455 amb la primera batalla de Sant Albans. D'entrada les intencions de Ricard eren tan sols purgar els seus oponents polítics lancastrians de la influència que exercien sobre el rei. No va ser fins a l'octubre de 1460 que va reclamar el tron per la casa de York. Aquell any els yorkistes van capturar el rei a la batalla de Northampton, però la victòria va ser efímera, ja que el 30 de desembre Ricard i el seu segon fill Edmund morien a la batalla de Wakefield.
L'aspiració al tron de Ricard va ser heretada pel seu fill Eduard. Amb l'ajuda del poderós comte Ricard Neville va derrotar els lancastrians en un seguit de batalles. mentre Enric VI i Margarida d'Anjou estaven combatent al nord, Neville va prendre la capital i va fer declarar rei a Eduard el 1461. Eduard va reforçar la seva causa quan el mateix any va obtenir una victòria decisiva a la Batalla de Towton, en què l'exèrcit dels Lancaster va ser pràcticament eliminat.

### Els reis la Casa de York
La primera part del regnat d'Eduard IV va estar marcada per complots lancastrians i revoltes a favor d'Enric VI. Ricard Neville va canviar de bàndol, i va ajudar a Margarida d'Ajou i el germà rebel del rei a restaurar breument a Enric entre 1470 i 1471. Quan Eduard va recuperar el tron va aconseguir eliminar la pràctica totalitat de la Casa de Lancaster, amb Enric VI morint assassinat a la Torre de Londres el 1471.
A la mort d'Eduard el 1483, la corona va passar al seu fill de 12 anys Eduard. El germà petit d'Eduard, Ricard de Gloucester, va ser nomenat protector del jove rei, i al·legant voler protegir-los, va tancar-los a ell i al seu germà a la Torre de Londres i mai més foren vistos. Mentrestant el Parlament va declarar que els dos nois eren de fet fills il·legítims, basant-se en el fet que el matrimoni d'Eduard IV era invàlid. Ricard, era per tant l'hereu a la corona, i va ser coronat com a Ricard III el juliol de 1483.

### Desfeta de la Casa de York
Ricard III tenia molts enemics, principalment els simpatitzans dels Lancaster, que ara s'aplegaven al voltant d'Enric Tudor, ja que la Casa de Tudor estava estretament vinculada amb l'extingida Casa de Lancaster. Un intent d'atemptat va fracassar a fi de 1483, però el 1485 Ricard i Enric es veieren les cares a la batalla del Camp de Bosworth. Durant la batalla, alguns dels aliats de Ricard van canviar de bàndol o bé van mantenir-se al marge de l'acció. Tot i això Ricard va liderar una última càrrega contra Enric Tudor, i va ser mort. Amb ell moria l'últim rei Plantagenet, i fou l'últim rei d'Anglaterra a morir en batalla.
Enric Tudor es va declarar rei i va prendre Elisabet de York, la filla gran d'Eduard IV, com a esposa. D'aquesta manera unia simbòlicament les cases de York i de Lancaster, i es feu coronar com a Enric VII, fundador de la dinastia dels Tudor que va regnar fins al 1603. La família de la Pole va ser reconguts més tard com a hereus legítims dels York. Després que Ricard de la Pole morís a la batalla de Pavia, l'únic vestigi de la dinastia York quedà en la comtessa de Salisbury Margarida Pole.

## Arbre geneològic dels Plantagenet
|  |  |        |        |        |        |                  |                  |                  |                  |                  |                  | Eduard III |           |           |           |  |  |                    |                    |                    |                    |                    |                    |  |  |              |              |                  |                  |                  |                  |                  |                  |                   |                   |                   |                   |                   |                   |                   |                   |                      |                      |                      |                      |                      |                      |                      |                      |  |  |  |  |  |  |  |  |  |  |  |  |  |  |  |  |  |  |  |  |  |  |  |  |  |  |  |  |  |  |  |  |  |  |
|  |  |        |        |        |        |                  |                  |                  |                  |                  |                  |            |           |           |           |  |  |                    |                    |                    |                    |                    |                    |  |  |              |              |                  |                  |                  |                  |                  |                  |                   |                   |                   |                   |                   |                   |                   |                   |                      |                      |                      |                      |                      |                      |                      |                      |  |  |  |  |  |  |  |  |  |  |  |  |  |  |  |  |  |  |  |  |  |  |  |  |  |  |  |  |  |  |  |  |  |  |
|  |  |        |        |        |        |                  |                  |                  |                  |                  |                  |            |           |           |           |  |  |                    |                    |                    |                    |                    |                    |  |  |              |              |                  |                  |                  |                  |                  |                  |                   |                   |                   |                   |                   |                   |                   |                   |                      |                      |                      |                      |                      |                      |                      |                      |  |  |  |  |  |  |  |  |  |  |  |  |  |  |  |  |  |  |  |  |  |  |  |  |  |  |  |  |  |  |  |  |  |  |
|  |  |        |        |        |        | Eduard de Woods. | Eduard de Woods. | Eduard de Woods. | Eduard de Woods. | Eduard de Woods. | Eduard de Woods. |            |           |           |           |  |  | Lionel d'Anvers    | Lionel d'Anvers    | Lionel d'Anvers    | Lionel d'Anvers    | Lionel d'Anvers    | Lionel d'Anvers    |  |  | Joan de Gant | Joan de Gant | Joan de Gant     | Joan de Gant     | Joan de Gant     | Joan de Gant     |                  |                  |                   |                   |                   |                   | Edmund de Langley | Edmund de Langley | Edmund de Langley | Edmund de Langley | Edmund de Langley    | Edmund de Langley    |                      |                      |                      |                      |                      |                      |  |  |  |  |  |  |  |  |  |  |  |  |  |  |  |  |  |  |  |  |  |  |  |  |  |  |  |  |  |  |  |  |  |  |
|  |  |        |        |        |        | Eduard de Woods. | Eduard de Woods. | Eduard de Woods. | Eduard de Woods. | Eduard de Woods. | Eduard de Woods. |            |           |           |           |  |  | Lionel d'Anvers    | Lionel d'Anvers    | Lionel d'Anvers    | Lionel d'Anvers    | Lionel d'Anvers    | Lionel d'Anvers    |  |  | Joan de Gant | Joan de Gant | Joan de Gant     | Joan de Gant     | Joan de Gant     | Joan de Gant     |                  |                  |                   |                   |                   |                   | Edmund de Langley | Edmund de Langley | Edmund de Langley | Edmund de Langley | Edmund de Langley    | Edmund de Langley    |                      |                      |                      |                      |                      |                      |  |  |  |  |  |  |  |  |  |  |  |  |  |  |  |  |  |  |  |  |  |  |  |  |  |  |  |  |  |  |  |  |  |  |
|  |  |        |        |        |        |                  |                  |                  |                  |                  |                  |            |           |           |           |  |  |                    |                    |                    |                    |                    |                    |  |  |              |              |                  |                  |                  |                  |                  |                  |                   |                   |                   |                   |                   |                   |                   |                   |                      |                      |                      |                      |                      |                      |                      |                      |  |  |  |  |  |  |  |  |  |  |  |  |  |  |  |  |  |  |  |  |  |  |  |  |  |  |  |  |  |  |  |  |  |  |
|  |  | Eduard | Eduard | Eduard | Eduard | Eduard           | Eduard           |                  |                  | Ricard II        | Ricard II        | Ricard II  | Ricard II | Ricard II | Ricard II |  |  | Felipa Plantagenet | Felipa Plantagenet | Felipa Plantagenet | Felipa Plantagenet | Felipa Plantagenet | Felipa Plantagenet |  |  | Enric IV     | Enric IV     | Enric IV         | Enric IV         | Enric IV         | Enric IV         |                  |                  | Eduard de Norwich | Eduard de Norwich | Eduard de Norwich | Eduard de Norwich | Eduard de Norwich | Eduard de Norwich |                   |                   | Ricard de Conisburgh | Ricard de Conisburgh | Ricard de Conisburgh | Ricard de Conisburgh | Ricard de Conisburgh | Ricard de Conisburgh |                      |                      |  |  |  |  |  |  |  |  |  |  |  |  |  |  |  |  |  |  |  |  |  |  |  |  |  |  |  |  |  |  |  |  |  |  |
|  |  | Eduard | Eduard | Eduard | Eduard | Eduard           | Eduard           |                  |                  | Ricard II        | Ricard II        | Ricard II  | Ricard II | Ricard II | Ricard II |  |  | Felipa Plantagenet | Felipa Plantagenet | Felipa Plantagenet | Felipa Plantagenet | Felipa Plantagenet | Felipa Plantagenet |  |  | Enric IV     | Enric IV     | Enric IV         | Enric IV         | Enric IV         | Enric IV         |                  |                  | Eduard de Norwich | Eduard de Norwich | Eduard de Norwich | Eduard de Norwich | Eduard de Norwich | Eduard de Norwich |                   |                   | Ricard de Conisburgh | Ricard de Conisburgh | Ricard de Conisburgh | Ricard de Conisburgh | Ricard de Conisburgh | Ricard de Conisburgh |                      |                      |  |  |  |  |  |  |  |  |  |  |  |  |  |  |  |  |  |  |  |  |  |  |  |  |  |  |  |  |  |  |  |  |  |  |
|  |  |        |        |        |        |                  |                  |                  |                  |                  |                  |            |           |           |           |  |  | Els Mortimer       | Els Mortimer       | Els Mortimer       | Els Mortimer       | Els Mortimer       | Els Mortimer       |  |  | Enric V      | Enric V      | Enric V          | Enric V          | Enric V          | Enric V          |                  |                  |                   |                   |                   |                   |                   |                   |                   |                   | Ricard Plantagenet   | Ricard Plantagenet   | Ricard Plantagenet   | Ricard Plantagenet   | Ricard Plantagenet   | Ricard Plantagenet   |                      |                      |  |  |  |  |  |  |  |  |  |  |  |  |  |  |  |  |  |  |  |  |  |  |  |  |  |  |  |  |  |  |  |  |  |  |
|  |  |        |        |        |        |                  |                  |                  |                  |                  |                  |            |           |           |           |  |  | Els Mortimer       | Els Mortimer       | Els Mortimer       | Els Mortimer       | Els Mortimer       | Els Mortimer       |  |  | Enric V      | Enric V      | Enric V          | Enric V          | Enric V          | Enric V          |                  |                  |                   |                   |                   |                   |                   |                   |                   |                   | Ricard Plantagenet   | Ricard Plantagenet   | Ricard Plantagenet   | Ricard Plantagenet   | Ricard Plantagenet   | Ricard Plantagenet   |                      |                      |  |  |  |  |  |  |  |  |  |  |  |  |  |  |  |  |  |  |  |  |  |  |  |  |  |  |  |  |  |  |  |  |  |  |
|  |  |        |        |        |        |                  |                  |                  |                  |                  |                  |            |           |           |           |  |  |                    |                    |                    |                    |                    |                    |  |  |              |              |                  |                  |                  |                  |                  |                  |                   |                   |                   |                   |                   |                   |                   |                   |                      |                      |                      |                      |                      |                      |                      |                      |  |  |  |  |  |  |  |  |  |  |  |  |  |  |  |  |  |  |  |  |  |  |  |  |  |  |  |  |  |  |  |  |  |  |
|  |  |        |        |        |        |                  |                  |                  |                  |                  |                  |            |           |           |           |  |  |                    |                    |                    |                    |                    |                    |  |  | Enric VI     | Enric VI     | Enric VI         | Enric VI         | Enric VI         | Enric VI         |                  |                  |                   |                   | Eduard IV         | Eduard IV         | Eduard IV         | Eduard IV         | Eduard IV         | Eduard IV         |                      |                      | Ricard III           | Ricard III           | Ricard III           | Ricard III           | Ricard III           | Ricard III           |  |  |  |  |  |  |  |  |  |  |  |  |  |  |  |  |  |  |  |  |  |  |  |  |  |  |  |  |  |  |  |  |  |  |
|  |  |        |        |        |        |                  |                  |                  |                  |                  |                  |            |           |           |           |  |  |                    |                    |                    |                    |                    |                    |  |  | Enric VI     | Enric VI     | Enric VI         | Enric VI         | Enric VI         | Enric VI         |                  |                  |                   |                   | Eduard IV         | Eduard IV         | Eduard IV         | Eduard IV         | Eduard IV         | Eduard IV         |                      |                      | Ricard III           | Ricard III           | Ricard III           | Ricard III           | Ricard III           | Ricard III           |  |  |  |  |  |  |  |  |  |  |  |  |  |  |  |  |  |  |  |  |  |  |  |  |  |  |  |  |  |  |  |  |  |  |
|  |  |        |        |        |        |                  |                  |                  |                  |                  |                  |            |           |           |           |  |  |                    |                    |                    |                    |                    |                    |  |  |              |              |                  |                  |                  |                  |                  |                  |                   |                   |                   |                   |                   |                   |                   |                   |                      |                      |                      |                      |                      |                      |                      |                      |  |  |  |  |  |  |  |  |  |  |  |  |  |  |  |  |  |  |  |  |  |  |  |  |  |  |  |  |  |  |  |  |  |  |
|  |  |        |        |        |        |                  |                  |                  |                  |                  |                  |            |           |           |           |  |  |                    |                    |                    |                    |                    |                    |  |  |              |              | Elisabet de York | Elisabet de York | Elisabet de York | Elisabet de York | Elisabet de York | Elisabet de York |                   |                   | Eduard V          | Eduard V          | Eduard V          | Eduard V          | Eduard V          | Eduard V          |                      |                      | Ricard de Shrewsbury | Ricard de Shrewsbury | Ricard de Shrewsbury | Ricard de Shrewsbury | Ricard de Shrewsbury | Ricard de Shrewsbury |  |  |  |  |  |  |  |  |  |  |  |  |  |  |  |  |  |  |  |  |  |  |  |  |  |  |  |  |  |  |  |  |  |  |

Els membres de la Casa de Lancaster estan marcats en vermell, mentre que els de la Casa de York apareixen en blau. Tot i que els Lancaster descendien d'un tercer fill i els de York d'un quart, que Enric IV hagués pres el tron per davant dels Mortimer, i que Ricard de Conisburgh s'hagués casat amb l'hereva d'aquests, complicava la successió.